# فيودور ريشيتنيكوف
فيودور بافلوفيتش ريشيتنيكوف (28 يوليو 1906 - 13 ديسمبر 1988) (بالروسية: Фёдор Павлович Решетников) هو رسام سوفيتي بارز.
كان ريشيتنيكوف، وهو ممارس بارز في "الواقعية الاشتراكية"، معترفًا به من قبل الحكومة بفضل عمله، وكان عضوًا لمدة ثلاثة عقود ونصف في الأكاديمية الروسية للفنون.
تقام إبداعاته في أرقى مجموعات روسيا، بما في ذلك غاليري تريتياكوف (موسكو)، والمتحف الروسي (سانت بطرسبرغ)، ومتحف الدولة التاريخي (موسكو)، وغيرها.

## روابط خارجية
- السيرة الذاتية من موقع وزارة التربية والتعليم (بالروسية)
- السيرة الذاتية من موسوعة "Krugosvet" (بالروسية)